# Wangpiercing
De wangpiercing of dimple piercing  is een piercing die door het kaakvlees gaat. Wangpiercings worden meestal in beide wangen geplaatst, vaak symmetrisch. Wanneer deze piercing langere tijd wordt gedragen, vormen zich kuiltjes zoals die bij sommige mensen van nature aanwezig zijn.

## Gevolgen
Deze dimple piercings worden zo genoemd omdat ze wangkuiltjes nabootsen. Als gevolg van deze piercing ontstaat er littekenweefsel, waardoor er de deuken van de piercing in de wang blijven staan. Dit is niet altijd het geval maar komt vaak voor.
Deze piercing heeft ook als zeldzaam risico dat de zenuw (nervus facialis) geraakt wordt die instaat voor onder meer de beweeglijkheid van de lippen. Dit leidt mogelijk tot een aangezichtsverlamming van Bell. 